# Alan Muir Wood
Sir Alan Marshall Muir Wood (* 8. August 1921 in Hampstead, London; † 1. Februar 2009) war ein britischer Bauingenieur für Geotechnik, der vor allem als Tunnelbauer bekannt ist.
Wood absolvierte sein Ingenieursstudium an der Universität Cambridge (Peterhouse College) und diente dann 1942 bis 1946 als Ingenieur und Offizier in der Royal Navy. Danach arbeitete er bis 1950 als Bauingenieur bei der britischen Bahn, unter anderem bei der Sanierung von Erdrutschen in Südengland (Folkestone Warren, Kent) und beim Brückenbau. Danach arbeitete er für die Docks and Inland Waterways Executive, für die er ein Wasserbau-Labor einrichtete. 1952 ging er in das Ingenieurbüro Sir William Halcrow and Partners, in dem er 1964 selbst Partner wurde, 1979 Senior Partner wurde und 1984 in den Ruhestand ging, aber weiter als Berater und Gutachter aktiv blieb. 1993 bis zu seinem Tod war er Gastprofessor an der Universität Bristol.
Wood befasste sich vor allem mit Küstenschutz und Tunnelbau. Beim Küstenschutz war er an verschiedenen Projekten in Südwestengland tätig, unter anderem bei den Anlagen zum Schutz des Kernkraftwerks Dungeness. Im Tunnelbau war er wesentlich an Vorstudien zum Kanaltunnel beteiligt. Er leitete schon ein Team, das 1960 eine Machbarkeitsstudie erstellte, dem weitere Untersuchungen über die folgenden 20 Jahre folgten, an denen er maßgeblich beteiligt war. Ende der 1960er Jahre war er für die Planung des Frachttunnels verantwortlich, der relativ flach unter einer weiter benutzten Start- und Landepiste des Londoner Flughafens Heathrow im Londoner Ton mit Schildvortrieb erstellt wurde. Weitere Tunnelbau-Projekte waren der Clyde Tunnel in Glasgow (ab 1957 gebaut), der Eisenbahntunnel in Potters Bar, die Jubilee Extension Line der Londoner Untergrundbahn (eröffnet 1999) und der rund 80 km lange Orange-Fish River Tunnel in Südafrika, der der Wasserversorgung dient. Er engagierte sich in einer Kampagne gegen eine Sanierung des historischen Themsetunnels von Isambard Kingdom Brunel (des ersten Tunnels, der mit Schildvortrieb gebaut wurde), die zu stark in die historische Substanz eingegriffen hätte.
1977 bis 1978 war er Präsident der Institution of Civil Engineers (ICE), deren Fellow er war. Er war 1973 einer der Gründer und erster Präsident (später Ehren-Präsident auf Lebenszeit) der International Tunneling Association. Außerdem war er Fellow der Royal Society, der Royal Academy of Engineering und der Königlich Schwedischen Ingenieurs-Akademie.
1991 wurde er Ehrendoktor der Universität Bristol (Bauingenieurwesen) und der Universität Dundee (Jura). 1982 wurde er zum Knight Bachelor geschlagen. 1981 wurde er Fellow des Peterhouse College in Cambridge und des Imperial College.
Sein Sohn David Muir Wood ist ebenfalls Geotechniker und inzwischen emeritierter Professor an der Universität Bristol, Autor des Buches Geotechnical Modeling (Spon 2004).

## Schriften
- Coastal Hydraulics, London, Macmillan 1969, 2. Auflage mit C. A. Fleming, Wiley 1981
- Tunneling - management by design, Spon, London 2000